# Bahnstrecke Volkmarsen–Vellmar-Obervellmar
| Der Bahnhof Wolfhagen 2008 |                                            |                                             |                                             |
| Streckennummer (DB): | 3903                                       |                                             |                                             |
| Kursbuchstrecke (DB): | 612                                        |                                             |                                             |
| Kursbuchstrecke: | 173c (1934) 198d (1946)                    |                                             |                                             |
| Streckenlänge: | 36,4 km                                    |                                             |                                             |
| Spurweite: | 1435 mm (Normalspur)                       |                                             |                                             |
| Zweigleisigkeit: | Ahnatal Casselbreite – Vellmar-Obervellmar |                                             |                                             |
| |                                            |                                             |                                             |
| \| \| \| Twistetalbahn von Korbach \| \| \| \| 0,0 \| Volkmarsen \| RE \| \| \| \| ehem. Twistetalbahn nach Warburg \| \| \| \| \| Erpe, Wirtschaftsweg \| \| \| \| \| L 3075 \| \| \| \| 4,4 \| Ehringen \| RE \| \| \| \| von Wolfhagen Pommernkaserne \| \| \| \| 10,8 \| L 3214 \| L 3214 \| \| \| 10,9 \| Wolfhagen RT4 \| RE \| \| \| \| Erpetalbrücke (Erpe) \| \| \| \| \| L 3390 \| \| \| \| 14,9 \| Altenhasungen \| Altenhasungen \| \| \| \| L 3312 \| \| \| \| \| L 3214 \| \| \| \| 19,3 \| Oberelsungen \| Oberelsungen \| \| \| \| A 44 \| \| \| \| 22,6 \| Zierenberg-Rosental \| Zierenberg-Rosental \| \| \| 23,6 \| Zierenberg \| RE \| \| \| \| Warmetalviadukt (Warme, L 3211) \| \| \| \| \| \| \| \| \| \| Zierenberger Tunnel (900 m) \| \| \| \| \| Zierenberger Tunnel (815,5 m) \| \| \| \| \| \| \| \| \| 28,4 \| Fürstenwald \| Fürstenwald \| \| \| 31,5 \| Ahnatal-Weimar \| RE \| \| \| \| Rasenallee (Landesstraße 3217)[1] \| \| \| \| 34,1 \| Ahnatal-Heckershausen \| Ahnatal-Heckershausen \| \| \| 34,8 \| Ahnatal Casselbreite \| Ahnatal Casselbreite \| \| \| 36,1 \| Friedrich-Wilhelms-Nordbahn von Warburg RT1 \| Friedrich-Wilhelms-Nordbahn von Warburg RT1 \| \| \| 36,4 \| Vellmar-Obervellmar[2] \| RE \| \| \| \| Friedrich-Wilhelms-Nordbahn nach Kassel \| \| \| \| \| Harleshäuser Kurve nach Kassel RT1 RT4 \| \| |                                            |                                             |                                             |
| Strecke |                                            | Twistetalbahn von Korbach                   | Twistetalbahn von Korbach                   |
| Bahnhof | 0,0                                        | Volkmarsen                                  | RE                                          |
| Abzweig geradeaus und ehemals nach links |                                            | ehem. Twistetalbahn nach Warburg            | ehem. Twistetalbahn nach Warburg            |
| Brücke über Wasserlauf |                                            | Erpe, Wirtschaftsweg                        | Erpe, Wirtschaftsweg                        |
| Brücke |                                            | L 3075                                      | L 3075                                      |
| Haltepunkt / Haltestelle | 4,4                                        | Ehringen                                    | RE                                          |
| Abzweig geradeaus und ehemals von rechts |                                            | von Wolfhagen Pommernkaserne                | von Wolfhagen Pommernkaserne                |
| Brücke | 10,8                                       | L 3214                                      | L 3214                                      |
| Bahnhof | 10,9                                       | Wolfhagen RT4                               | RE                                          |
| Brücke über Wasserlauf |                                            | Erpetalbrücke (Erpe)                        | Erpetalbrücke (Erpe)                        |
| Brücke |                                            | L 3390                                      | L 3390                                      |
| Haltepunkt / Haltestelle | 14,9                                       | Altenhasungen                               | Altenhasungen                               |
| Strecke mit Straßenbrücke |                                            | L 3312                                      | L 3312                                      |
| Brücke |                                            | L 3214                                      | L 3214                                      |
| Haltepunkt / Haltestelle | 19,3                                       | Oberelsungen                                | Oberelsungen                                |
| Strecke mit Straßenbrücke |                                            | A 44                                        | A 44                                        |
| Haltepunkt / Haltestelle | 22,6                                       | Zierenberg-Rosental                         | Zierenberg-Rosental                         |
| Bahnhof | 23,6                                       | Zierenberg                                  | RE                                          |
| Brücke über Wasserlauf |                                            | Warmetalviadukt (Warme, L 3211)             | Warmetalviadukt (Warme, L 3211)             |
| Verschwenkung von links (Strecke außer Betrieb) · Verschwenkung von rechts |                                            |                                             |                                             |
| Strecke (außer Betrieb) · Tunnel |                                            | Zierenberger Tunnel (900 m)                 | Zierenberger Tunnel (900 m)                 |
| Tunnel (Strecke außer Betrieb) · Strecke |                                            | Zierenberger Tunnel (815,5 m)               | Zierenberger Tunnel (815,5 m)               |
| Verschwenkung nach links (Strecke außer Betrieb) · Verschwenkung nach rechts |                                            |                                             |                                             |
| Haltepunkt / Haltestelle | 28,4                                       | Fürstenwald                                 | Fürstenwald                                 |
| Bahnhof | 31,5                                       | Ahnatal-Weimar                              | RE                                          |
| Brücke |                                            | Rasenallee (Landesstraße 3217)              | Rasenallee (Landesstraße 3217)              |
| Bahnhof | 34,1                                       | Ahnatal-Heckershausen                       | Ahnatal-Heckershausen                       |
| Haltepunkt / Haltestelle | 34,8                                       | Ahnatal Casselbreite                        | Ahnatal Casselbreite                        |
| Abzweig geradeaus und von links | 36,1                                       | Friedrich-Wilhelms-Nordbahn von Warburg RT1 | Friedrich-Wilhelms-Nordbahn von Warburg RT1 |
| Bahnhof | 36,4                                       | Vellmar-Obervellmar                         | RE                                          |
| Abzweig geradeaus und nach links |                                            | Friedrich-Wilhelms-Nordbahn nach Kassel     | Friedrich-Wilhelms-Nordbahn nach Kassel     |
| Strecke |                                            | Harleshäuser Kurve nach Kassel RT1 RT4      | Harleshäuser Kurve nach Kassel RT1 RT4      |

Die Bahnstrecke Volkmarsen–Vellmar-Obervellmar ist eine weitestgehend eingleisige, nicht elektrifizierte Nebenbahn, welche von Volkmarsen über Wolfhagen und Zierenberg nach Vellmar-Obervellmar führt, wo sie auf die Bahnstrecke Warburg–Kassel trifft. Sie beginnt in Volkmarsen, wo sie von der nur mehr bis Volkmarsen vorhandenen Bahnstrecke Warburg–Sarnau abzweigt. Neben der gesamten Strecke stehen fast alle Bahnbauten entlang der Strecke unter Denkmalschutz. Die Strecke wird von der DB RegioNetz Infrastruktur GmbH im Zuge des Regio Netzes Kurhessenbahn betrieben.

## Geschichte
In Volkmarsen endete nach der Stilllegung der Abschnitte Warburg–Volkmarsen 1967 und Korbach–Volkmarsen 1987 für rund zehn Jahre der Schienenpersonennahverkehr. Nach der Stilllegung und des vollständigen Rückbaus des Abschnittes Warburg–Volkmarsen wurde das Streckengleis nach Obervellmar in das durchgehende Hauptgleis des Bahnhofs Volkmarsen eingebunden. Durch die Umgestaltung des Bahnhofes Volkmarsen ist der Streckenwechsel nur noch am Wechsel der Streckenkilometrierung erkennbar.
Nach der Reaktivierung der Strecke nach Korbach am 4. Oktober 1998 erfolgte eine durchgehende Bedienung Korbach–Kassel, zunächst mit Regionalbahnzügen im Stundentakt. Zum 1. Januar 2002 pachtete die DB-Tochter Kurhessenbahn die Infrastruktur und übernahm den Betrieb der Nahverkehrs- und Güterzüge auf der Strecke. Anschließend wurde ein Konzept mit Regionalexpresszügen Kassel-Wilhelmshöhe–Korbach im Zweistundentakt und Regionalbahnen Kassel Hbf–Korbach eingeführt. Die Regionalbahnzüge fuhren bis Volkmarsen im Stunden- und bis Korbach im Zweistundentakt. Zwischen 2003 und 2008 fuhren freitags spezielle, nur von Soldaten nutzbare Züge von der Pommern-Kaserne Wolfhagen über das 5 km lange Anschlussgleis nach Wolfhagen und weiter nach Kassel bzw. sonntags in der Gegenrichtung.
Die Strecke wurde vom 28. Mai bis zum 9. Dezember 2006 umfassend saniert. Dabei war sie für den Zugverkehr gesperrt.
Nach der Sanierung der Bahnstrecke begann der Vorlaufbetrieb der RegioTram zwischen Wolfhagen und Kassel Hbf im Stundentakt. Die Regiotramzüge wurden im August 2007 in die Kassler Innenstadt durchgebunden. Dabei werden Zweikrafttriebwagen vom Typ Regio Citadis eingesetzt, die im Fernbahnnetz mit Diesel und im Kasseler Straßenbahnnetz elektrisch mit Stromversorgung aus der Fahrleitung verkehren. Der Wechsel zwischen den Betriebsarten findet während des Haltes im Bahnhof Kassel Hbf statt. Bis Dezember 2013 fuhren die Züge der Linie RT 4 auf der Innenstadt-Ringstrecke unter anderem durch die Königsstraße und über den dortigen Königsplatz. Seit Dezember 2013 verkehren sie durch die Königsstraße zur Holländischen Straße und wenden dort. Neben der RegioTram verkehren Regionalexpresszüge zwischen Kassel-Wilhelmshöhe und Korbach im Stundentakt, die bis Wolfhagen nur in Obervellmar, Weimar und Zierenberg halten. Dafür werden Triebwagen der Baureihen 646 und 628 eingesetzt.

### Ausbau 2010 bis 2013

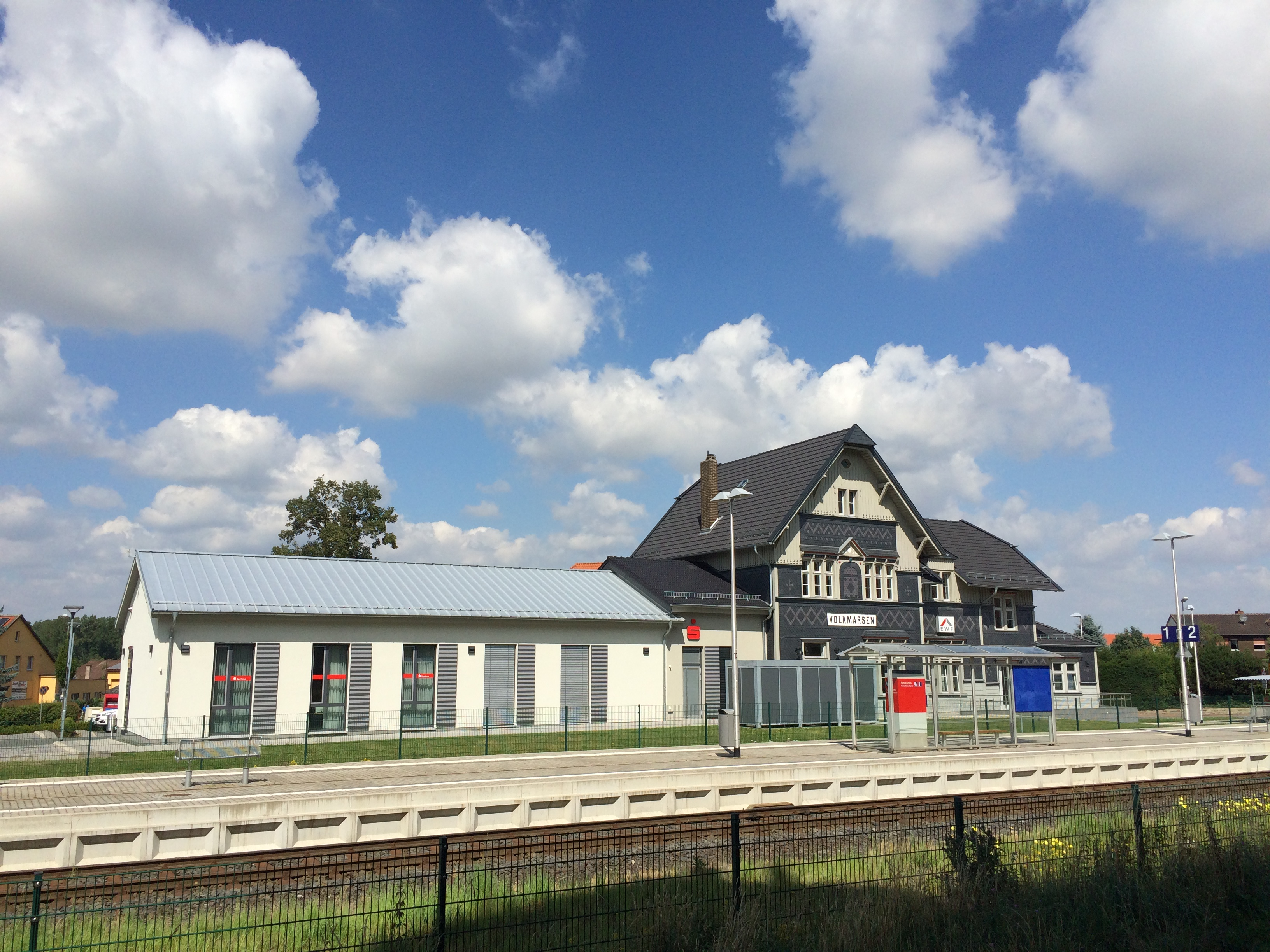
Bahnhof Volkmarsen (Endpunkt der Stammstrecke Kassel-Vellmar-Volkmarsen)

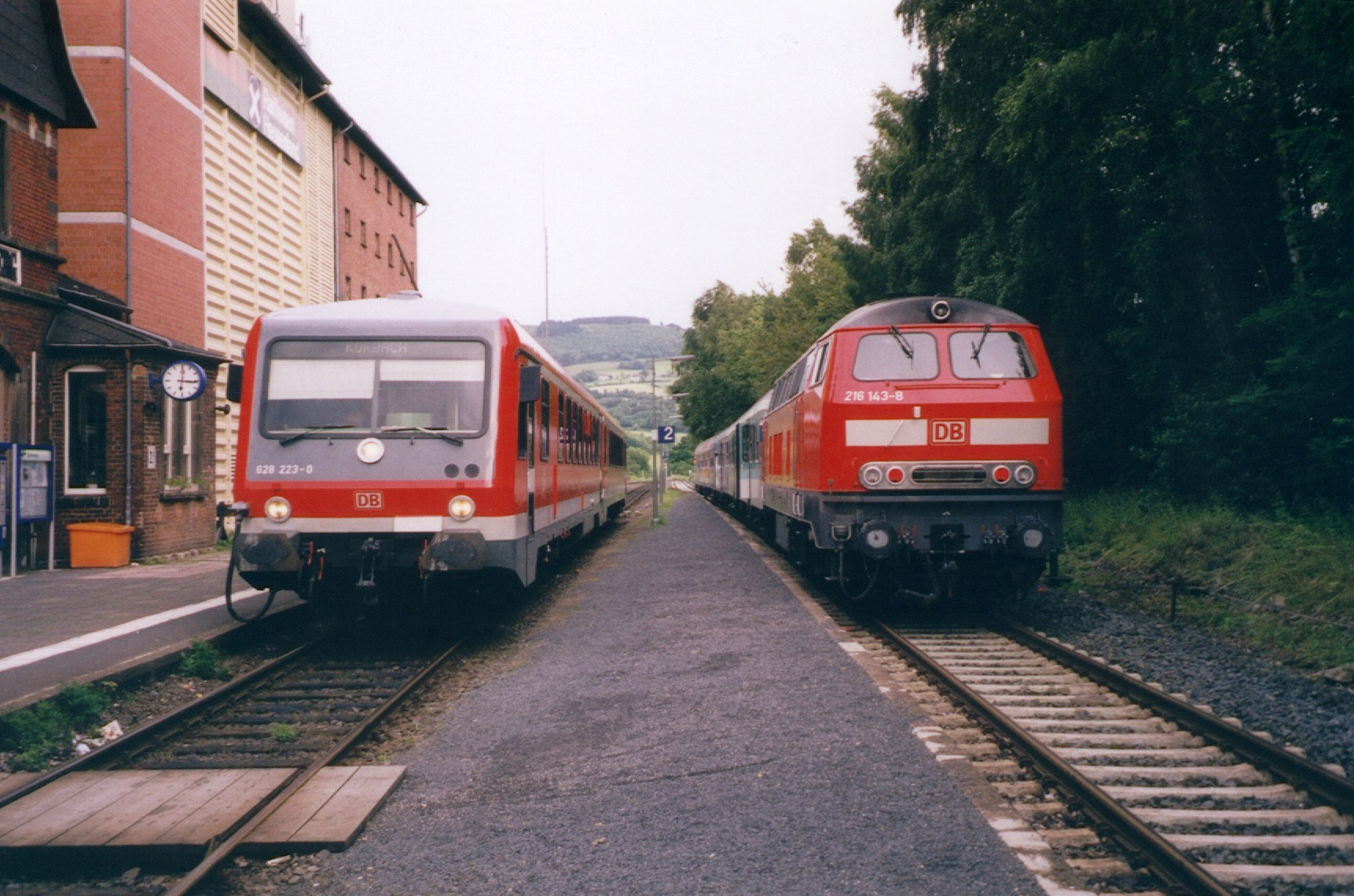
Zugkreuzung in Zierenberg am 12. Juni 2002: 628 223 begegnet dem von 216 143 geschobenen Wendezug

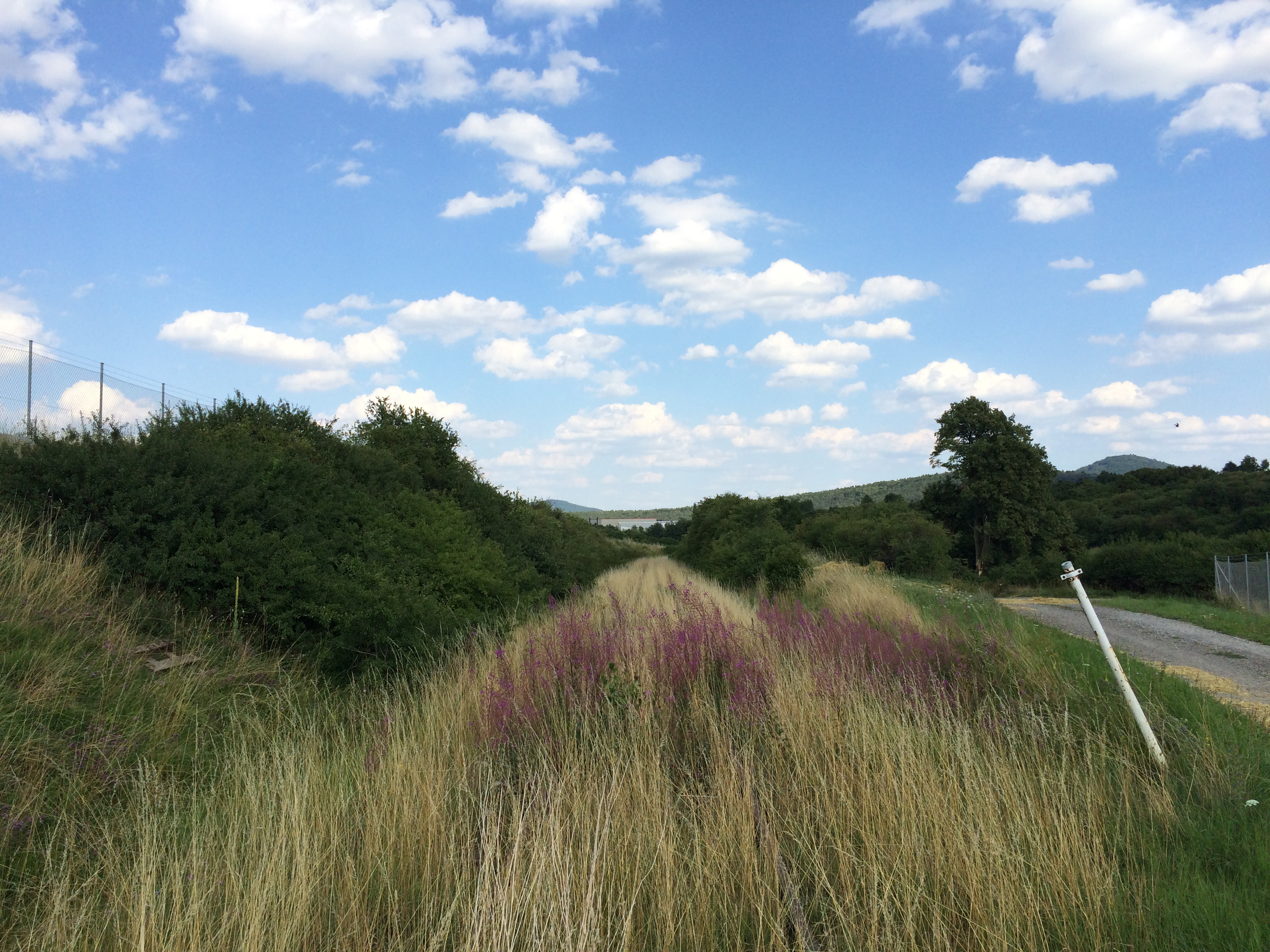
Stillgelegte Anschlussbahn zur Pommernkaserne (2015)

Von 2010 an wurde die Bahnstrecke zwischen Wolfhagen und Vellmar so ausgebaut, dass die RegioTram-Linie RT 4 seit Dezember 2013 halbstündlich verkehren kann. So wurde der Haltepunkt Heckershausen von August 2010 bis August 2011 zu einem zweigleisigen Kreuzungsbahnhof mit Inselbahnsteig erweitert, an dem seit Dezember 2013 die Regiotramzüge kreuzen. Von November 2010 bis November 2013 wurde der Bahnhof Vellmar-Obervellmar um ein drittes Bahnsteiggleis erweitert. Dazu mussten ein neuer Inselbahnsteig mit Zugängen und eine Stützwand mit Lärmschutzaufbau errichtet werden. Außerdem wurde ein etwa 1000 m langer Streckenabschnitt im Anschluss an den Bahnhof zweigleisig ausgebaut. Am Ende dieser Ausbaustrecke wurde am 18. Dezember 2011 der Haltepunkt Ahnatal-Casselbreite – zunächst nur eingleisig – eröffnet. Der südwestlich des Ortskerns von Heckershausen befindliche Bahnübergang wurde an der Rasenallee (Landesstraße 3217) zwischen Mai 2011 und August 2012 durch eine Straßenunterführung ersetzt. Im Bahnhof Wolfhagen wurde ein zusätzliches Stumpfgleis mit Bahnsteig für die Regiotramzüge verlegt. Ursprünglich sollten die Arbeiten bereits Ende 2012 abgeschlossen sein, tatsächlich waren die Bauarbeiten auch 2013 noch im Gange. Der Halbstundentakt bis Zierenberg wurde zum turnusgemäßen Fahrplanwechsel 2013/2014 am 15. Dezember 2013 eingeführt. Mit dem neuen RegioTram-Konzept wurde der Fahrplan auf der Strecke vollständig umgebaut. Die RE-Linie hat andere Abfahrtzeiten und die Reisezeit nach Korbach wurde um zehn Minuten verkürzt. In Zierenberg bietet die Linie kurze Übergangszeiten zur RegioTram zum Kasseler Hauptbahnhof und in die Kasseler Innenstadt.

### Neubau: Neuer Zierenberger Tunnel (2015 bis 2018)
Zwischen der Zierenberger Kernstadt und dem zur Gemeinde Calden gehörenden Dorf Fürstenwald führte die Bahnstrecke durch den 1895 bis 1897 erbauten, 815,5 m langen und eingleisigen Zierenberger Tunnel. Ab Oktober 2015 wurde neben diesem Tunnel der Neue Zierenberger Tunnel gebaut, der 900 m lang ist und als Ersatz für den bisherigen Tunnel am 11. Oktober 2018 in Betrieb genommen wurde.

## Planungen

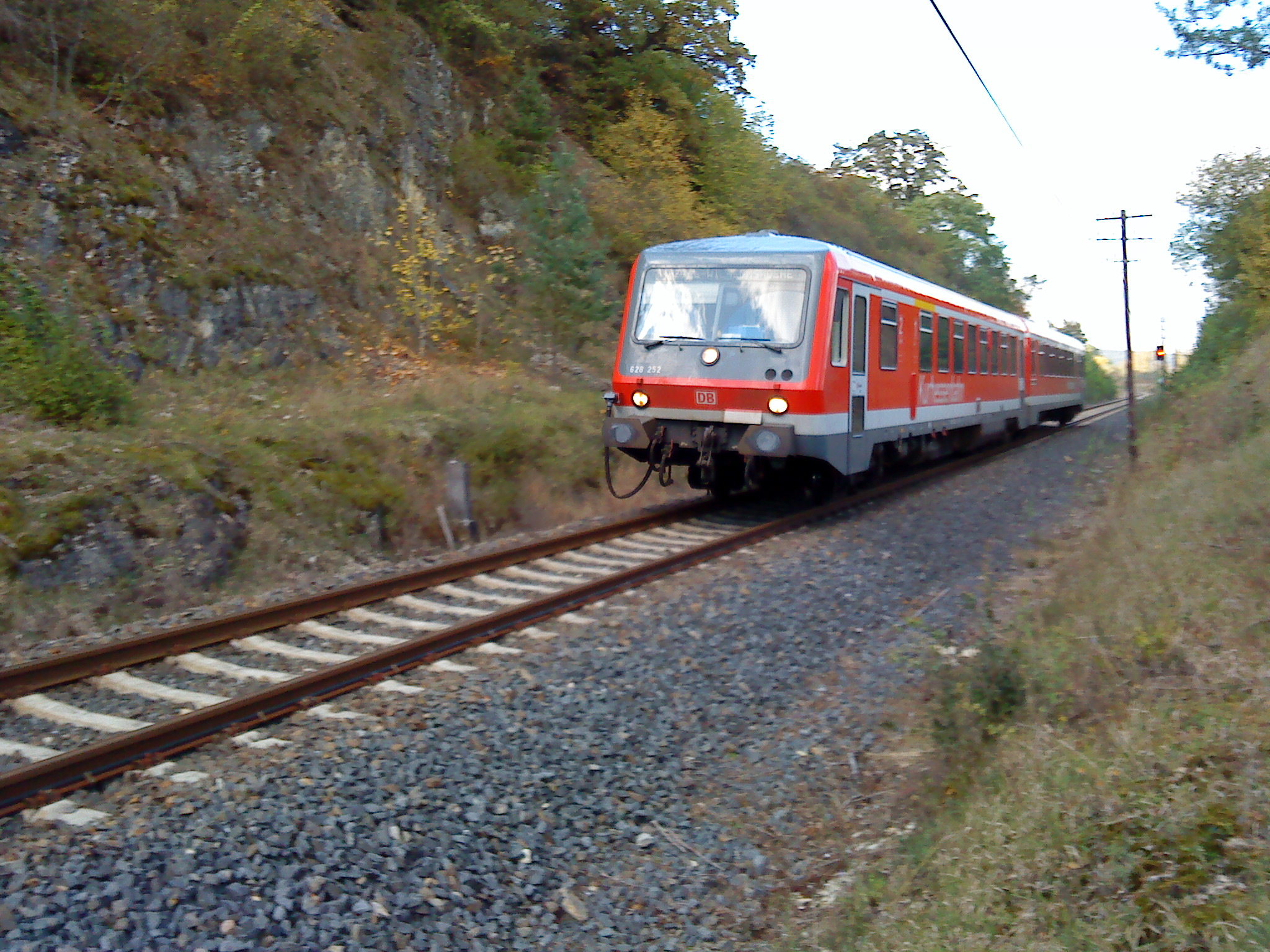
Kurhessenbahn zwischen Volkmarsen und Ehringen

In Wolfhagen soll die lange Wendezeit der RegioTram von 30 Minuten zur Verlängerung in die Wolfhagener Innenstadt genutzt werden. Die Züge sollen dazu als dieselbetriebene Stadtbahn bis zur Wilhelm-Filchner-Schule fahren.
Im März 2018 haben der Nordhessische Verkehrsverbund und die Kurhessenbahn eine Untersuchung in Auftrag gegeben, mit der die finanziellen Auswirkungen und ein Zeitplan für eine mögliche Elektrifizierung des Abschnittes Obervellmar–Wolfhagen ermittelt werden sollen. Dadurch könnte die nächste Fahrzeuggeneration der RegioTram einheitlich mit Zweisystemausrüstung beschafft und auf eine Sonderbauart mit Dieselgeneratoren speziell für die Strecke nach Wolfhagen verzichtet werden. Bei der Kurhessenbahn wird in diesem Fall für die RE Kassel–Korbach über die Anschaffung von Elektrotriebzügen mit Akkumulatoren zur Überbrückung des nicht elektrifizierten Abschnittes Wolfhagen–Korbach nachgedacht.
Die Machbarkeitsstudie zeige, dass eine Elektrifizierung des Abschnittes bis 2028/2029 umsetzbar sei, einen Zeitplan gebe es laut NVV jedoch noch nicht. Die Kosten betragen zwischen 40 Millionen und 60 Millionen Euro. Mit einem Förderprogramm des Bundes und einer Priorisierung seitens des Landes werde für das Jahresende 2018[veraltet] gerechnet.

## Bedienungsangebot
Die Strecke wird heute durchgehend von Korbach über die Bahnstrecken Warburg–Sarnau und Volkmarsen–Obervellmar nach Kassel betrieben. Durchgeführt wird der Personennahverkehr ab Korbach im Stundentakt von RE-Zügen der Kurhessenbahn bis Kassel-Wilhelmshöhe. Zusätzliche Züge bietet ab Wolfhagen die RegioTram-Linie RT 4 durch die Kasseler Innenstadt zur Holländischen Straße. Diese fährt stündlich, ab Zierenberg seit Dezember 2013 halbstündlich. In Vellmar-Obervellmar besteht Anschluss an die RT 1 von und nach Hofgeismar-Hümme.
Im März 2016 konnte die Kurhessenbahn die Ausschreibung des Dieselnetzes Nordwesthessen für sich entscheiden und betreibt somit ihr bisheriges Liniennetz seit Dezember 2017 für weitere 15 Jahre. Der Betrieb sollte ursprünglich auf gebrauchte Niederflurtriebzüge vom Typ Stadler GTW (Anzahl: 13) und Siemens Desiro Classic (Anzahl: 14) umgestellt werden. Da die Modernisierung der Triebzüge der Baureihe 642 durch das Ausbesserungswerk Kassel nicht termingerecht umgesetzt wurde, setzt die Kurhessenbahn derzeit Fahrzeuge der Baureihen 642 und 646 der Schwesterunternehmen Erzgebirgsbahn, Westfrankenbahn und Usedomer Bäderbahn ein. Zudem sind weiterhin Bestandsfahrzeuge der Baureihe 628 im Einsatz. Zum Dezember 2018 soll die gesamte Fahrzeugflotte auf die Baureihe 642 umgestellt werden.